# Schwedische Eishockeymeisterschaft 1938
Die Saison 1938 war die 17. Austragung der schwedischen Eishockeymeisterschaft. Meister wurde zum insgesamt dritten Mal in der Vereinsgeschichte AIK Solna.

## Meisterschaft

### Viertelfinale
- Södertälje IF – IK Hermes 2:0
- AIK Solna – IFK Mariefred 7:1
- IK Göta – Södertälje SK 2:0
- Hammarby IF – Karlbergs BK 1:0

### Halbfinale
- Södertälje IF – AIK Solna 0:4
- IK Göta – Hammarby IF 1:2

### Finale
- AIK Solna – Hammarby IF 2:0